# De Ridderhof (winkelcentrum)
Winkelcentrum Ridderhof, ook wel De Ridderhof, is een winkelcentrum in de gemeente Alphen aan den Rijn. Het overdekte winkelcentrum ligt in de wijk Ridderveld en telt ongeveer 40 winkels waaronder enkele supermarkten. Het winkelcentrum werd in 1973 gebouwd als het eerste wijkwinkelcentrum van Alphen aan den Rijn.

## Schietpartij
Op 9 april 2011 vond er in het winkelcentrum een schietpartij plaats, waarbij een man zes mensen doodschoot en zeventien verwondde, alvorens zichzelf te doden.
De eerste maanden na de schietpartij hadden veel winkels een dalende omzet en dreigden er faillissementen.

## Toekomst
In 2021 staat er een grote renovatie gepland. De westelijke vleugel zal hierbij ingekort worden om ruimte te maken voor een woontoren. De kosten voor de renovatie van het winkelcentrum zijn geschat op 25 miljoen euro.